# Tonya Graves
Tonya Graves (* 17. prosince 1969 Peekskill, New York) je americká zpěvačka a herečka žijící v Česku. Narodila se v Peekskillu ve státě New York. V roce 1995 se přestěhovala do Prahy. Spolupracovala s kytaristou Lubošem Andrštem a později působila v kapele Liquid Harmony. Rovněž zpívala na koncertním albu Live from Bunkr – Prague od Noela Reddinga a Ivana Krále. Řadu let strávila ve skupině Monkey Business. Tuto kapelu opustila v roce 2016, kdy ji nahradila Tereza Černochová. V roce 2011 vydala své první sólové album s názvem I'm the Only Me a roku 2015 následovalo Back to Blues. Také spolupracovala se skupinou Kašpárek v rohlíku.
Jako herečka se objevila v seriálu Případy detektivní kanceláře Ostrozrak, ztvárnila hlavní ženskou roli v televizní komedii Iguo Igua a ve filmu Jiřího Menzela Obsluhoval jsem anglického krále vystupovala jako habešský císař Haile Selassie I.
V roce 2019 se zúčastnila taneční soutěže Stardance, kde skončila na 9. místě.

## Sólová diskografie
- I'm the Only Me (2011)
- Back to Blues (2015)

## Filmografie
- 2003 Iguo Igua
- 2005 Blízko nebe
- 2006 Obsluhoval jsem anglického krále
- 2006 Satan přichází
- 2009 Rytmus v patách
- 2021 Armáda lupičů